# 萊肯 (伊利諾伊州)
萊肯（英語：Lacon）是一個位於美國伊利諾伊州馬歇爾縣的城市。根據2010年美國人口普查，該地人口為1936人，而該地的面積約為4.25平方千米。同時該地也是馬歇爾縣的縣治。

## 地理
萊肯的座標為41°01′26″N 89°24′26″W / 41.02389°N 89.40722°W，而該地的平均海拔高度為167米（即548英尺）。